# Krieg
Krieg (niem. wojna) – amerykański zespół z New Jersey, grający black metal. W swojej twórczości nie używają instrumentów klawiszowych czy folkowych instrumentów. Największy wpływ na ich muzykę miała norweska legenda Darkthrone. Jedynym stałym członkiem był Imperial (Neill Jameson). Z powodu tego, że pozostali członkowie byli bardziej zajęci innymi zespołami, Krieg w roku 2006 rozpadł się. Imperial po tym założył nowy zespół, który nosi nazwę N.I.L.. Udziela się on również w projekcie March In To The Sea, który gra muzykę z gatunku Drone/Doom.

## Członkowie
- Imperial - gitara elektryczna, gitara basowa, śpiew, perkusja

### Byli członkowie zespołu
- Satanic Tyrant Werewolf (Lauri Penttilä) - gitara elektryczna, śpiew towarzyszący
- Azentrius - gitara elektryczna, śpiew towarzyszący
- L'Hiver - gitara elektryczna, śpiew towarzyszący
- Wrath - gitara elektryczna
- JVF - gitara elektryczna
- Marcus M. Kolar - gitara basowa, Ebow, śpiew towarzyszący
- SN - gitara basowa
- Asmodaios - gitara basowa na koncertach
- Sebastian - perkusja na koncertach
- Flakpanzer 38 - perkusja na koncertach
- Teloc Koraxo - perkusja
- Wargoat Obscurum - perkusja
- Butcher - perkusja
- RA - perkusja
- M. K. - perkusja
- Cryptic Winter - perkusja
- Azag (Jason A. Wood) - gitara elektryczna

## Dyskografia
- Battlegod (Demo, 1996)
- Rise Of The Imperial Hordes (LP, 1998)
- The Church (EP, 2001)
- Destruction Ritual (LP, 2002)
- Kill Yourself or Someone You Love (Album koncertowy 2002)
- The Black House (2003)
- Patrick Bateman (EP, 2004)
- Sono Lo Scherno (LP, 1998/2005)
- Blue Miasma (LP, 2006)